# Eupterote jaresia
Eupterote jaresia är en fjärilsart som beskrevs av Swinhoe. Eupterote jaresia ingår i släktet Eupterote och familjen Eupterotidae. Inga underarter finns listade i Catalogue of Life.